# Thaísa Daher
Thaísa Daher de Menezes (Rio de Janeiro, 15 de maio de 1987), é uma jogadora de voleibol brasileira bicampeã olímpica. Atua como meio-de-rede. É frequentemente apontada como uma das maiores jogadoras brasileiras de todos os tempos e também uma das maiores centrais da história do voleibol mundial.

## Carreira
De origem libanesa, Thaísa se tornou muito alta já na infância, tendo 1,80m já aos onze anos, e começou a jogar aos quatorze anos, no Tijuca Tênis Clube. Em pouco tempo foi chamada para as seleções de base do Brasil. Em 2003 e 2005 foi campeã mundial juvenil, mesmo sendo mais nova que a maioria das adversárias.
Na Seleção Brasileira de Voleibol Feminino, foi campeã da Copa Pan-Americana em 2006, em Porto Rico, mas esteve fora do grupo que foi vice-campeão mundial em 2006, no Japão.
Por clubes, jogou no Minas Tênis Clube antes de se transferir para o Rexona-Ades, com o qual foi bicampeã da Superliga nas duas últimas temporadas. Apesar de receber propostas de alguns clubes do exterior, a central renovou contrato com a equipe carioca do técnico Bernardinho.
Em 2007 após ter feito uma excelente Superliga, Thaísa foi convocada para integrar as doze atletas da seleção comandada pelo técnico José Roberto Guimarães que disputaria os Jogos Pan-Americanos no Rio de Janeiro. Sua participação no Pan lhe rendeu a medalha de prata e uma segunda convocação em 2007 para disputar a Copa do Mundo realizada no Japão, na qual novamente ganhou a medalha de prata. Além de ser a mais alta jogadora da história da Seleção Feminina, tendo 1,96 metro de altura e pesando 79 kg, Thaisa era a mais jovem da equipe que venceu a medalha de ouro nos Jogos Olímpicos de Verão de 2008 na China, onde era reserva e utilizada principalmente para fortalecer o bloqueio. Foi bicampeã olímpica em Londres 2012, sendo a sétima maior pontuadora do torneio com 110 pontos.
Entre 2008 e 2016, a central jogou pelo Osasco, com o qual conquistou o bicampeonato da Superliga e o Campeonato Mundial em 2012. Durante a temporada 2016-17, defendeu o clube turco Eczacıbaşı, com o qual conquistou o seu segundo título no Mundial de Clubes. Já vinda de operações nos dois joelhos, às vésperas das Olímpiadas de 2016 no Rio de Janeiro sofreu uma lesão na panturrilha, ficando ausente dos dois primeiros jogos, sendo pouco utilizada nos dois seguintes e promovida a titular apenas no último jogo da fase de grupos. O Brasil acabaria eliminado já nas quartas.
No dia 04 de abril de 2017, a central, atuando pelo Eczacibasi, em uma partida contra o Fenerbahçe, lesionou o tornozelo. Thaísa teve de ser retirada da quadra carregada. A lesão, até então considerada fratura, não ocasionou danos mais graves, mas Thaísa aproveitou a ocasião para operar um joelho no qual sentia dores após rompimento parcial do ligamento, se afastando  das quadras por dez meses. Liberada de seu clube para se recuperar no Brasil, foi treinar no time de Zé Roberto Guimarães, o Hinode Barueri.
Na temporada de 2018 recebeu convocação para seleção brasileira para disputar a edição da Copa Pan-Americana realizada em Santo Domingo e terminou na quarta posição, e esteve no elenco da seleção principal que disputou a edição do Campeonato Mundial de 2018 no Japão, quando finalizou na sétima colocação.
Em março de 2019, pelo Barueri, Thaisa conseguiu um recorde na Superliga ao marcar seu milésimo ponto de bloqueio.
Em 2021, às vésperas dos Jogos Olímpicos em Tóquio, anunciou que estava aposentada da seleção, declarando não estar em plena condição física. Acabaria contratada pela Rede Globo para ser comentarista do torneio.
Em maio de 2023, anunciou seu retorno a seleção brasileira para a VNL 2023.
Em 8 de março de 2024, na partida do returno da Superliga Brasileira A, entre o Gerdau Minas e o Sesc Flamengo, ultrapassou a marca de 5 mil pontos em participações na história da competição. Fechou a temporada marcando o ponto que deu o título da Superliga ao Minas, o oitavo título de Thaísa no torneio e sendo eleita melhor central. Acabaria convocada para sua quarta Olímpiada, Paris 2024.

## Vida pessoal
Thaísa, assim como Adenízia da Silva, desfilou no carnaval de 2015 pela Unidos da Tijuca. Foi casada com o jornalista Guilherme Pallesi entre 2016 e 2017, e é casada desde 2022 com o ex-jogador de basquete Rafael "Mineiro" Rodrigues.

## Principais conquistas

### Seleção Brasileira
- Bicampeã Mundial Juvenil - 2003 e 2005
- Campeã dos Jogos Olímpicos de Pequim - 2008
- Pentacampeã do Grand Prix - 2008, 2009, 2013, 2014 e 2016
- Bicampeã da Copa Pan-Americana - 2006 e 2009
- Campeã da Copa Final Four - 2008
- Campeã do Montreux Volley Masters - 2009
- Vice-campeã da Copa dos Campeões - 2009
- Vice-campeã do Grand Prix - 2010
- Vice-campeã do Campeonato Mundial - 2010
- Campeã da Copa Pan-Americana de Voleibol Feminino - 2011
- Vice-campeã do Grand Prix - 2011
- Campeã dos Jogos Olímpicos de Londres - 2012
- Medalha de bronze no Campeonato Mundial - 2014

### Rio de Janeiro
- Campeã do Top Volley - 2006
- Tricampeã da Superliga  - 2005/2006, 2006/2007 e 2007/2008
- Bicampeã da Salonpas Cup - 2006 e 2007
- Campeã da Copa do Brasil - 2007
- Tricampeã do Campeonato Carioca - 2005, 2006 e 2007

### Osasco
- Campeã do Campeonato Sul-Americano de Clubes - 2009
- Bicampeã da Superliga - 2009/2010 e 2011/2012
- Tri-vice da Superliga - 2008/09, 2010/11 e 2012/13
- Campeã da Salonpas Cup - 2008
- Bicampeã da Copa Brasil - 2008 e 2014
- Vice-campeã do Mundial FIVB de Clubes - 2010
- Campeã do Mundial FIVB de Clubes - 2012
- Tetracampeã do Campeonato Paulista - 2008, 2012, 2013 e 2014.
- Campeã do Top Volley - 2014

### Eczacıbaşı
- Campeã do Mundial FIVB de Clubes - 2016[6]

### Minas Tênis Clube
- Tricampeã Sul-Americana de Clubes - 2020, 2022 e Sul-Americana de Clubes - 2024
- Tricampeã da Superliga - Superliga - 2020/2021, 2021/2022 e 2023/2024
- Bicampeã da Copa Brasil - 2021, 2023
- Campeã Supercopa - 2023
- Campeã Mineira - 2022
- Vice-Campeã da Superliga - 2022/2023
- Vice-Campeã Sul-Americana de Clubes - 2021, Sul-Americana de Clubes - 2023
- Vice-Campeã Mineira - 2023
- Vice-Campeã da Copa Brasil - 2024

### Prêmios individuais
- Melhor central - Salonpas Cup 2004/05
- Melhor sacadora - Salonpas Cup 2005/06
- Melhor bloqueadora - Superliga 2006/2007
- Melhor sacadora - Superliga 2007/2008
- Melhor bloqueadora - Segunda fase do Grand Prix 2008
- Melhor bloqueadora - Superliga 2008/2009
- Melhor bloqueadora - Segunda fase do Grand Prix 2010
- Melhor atacante - FIVB Mundial de Clubes 2010
- Melhor sacadora do Grand Prix de Voleibol 2011
- Melhor bloqueadora do Grand Prix de Voleibol 2012
- Melhor Central do Grand Prix de Voleibol 2013
- MVP do Grand Prix de Voleibol 2013[24]
- Melhor bloqueadora - Superliga 2013/2014
- Melhor Central/Bloqueadora Campeonato Mundial de Voleibol Feminino 2014
- MVP Top Volley 2014
- Melhor central do Grand Prix de voleibol 2016
- MVP do Campeonato Sul-Americano de Clubes de 2020
- Craque da galera (votação popular) - Superliga 2020/2021
- Melhor central/bloqueadora - Superliga 2020/2021
- MVP da Superliga 2020/2021
- 2a Melhor Central do Campeonato Sul-Americano de Clubes de 2021
- Melhor central - Superliga 2021/2022
- Melhor central - Superliga 2022/2023
- 2a Melhor Central do Campeonato Sul-Americano de Clubes de 2023
- Melhor Central do Campeonato Sul-Americano de Clubes de 2024
- Melhor central - Superliga 2023/2024